# Breathe (Pink Floyd)
Breathe (in alcuni casi indicata anche come Breathe in the Air o Breath (In the Air)) è un brano musicale del gruppo britannico Pink Floyd, incluso nell'album The Dark Side of the Moon (1973).
Nell'edizione di The Dark Side of the Moon diffusa nel 1992 su Compact Disc il brano è indicato come Breathe in the Air.

## Composizione
Il brano è la seconda traccia dell'album e fa parte della sequenza iniziale Speak to Me / Breathe, della durata complessiva di 3:56.
Speak to Me, accreditato al batterista Nick Mason che tecnicamente lo realizzò, è un montaggio mediante dissolvenza incrociata di vari effetti sonori presenti nel resto dell'album; Breathe subentra dopo 1:08 ed è composta da David Gilmour e Rick Wright, con testo di Roger Waters.
Il tema principale, di Gilmour, composto di due accordi con una melodia eseguita sulla pedal steel guitar, si alterna a un bridge la cui armonia fu parzialmente ispirata a Wright da un disco di Miles Davis degli anni cinquanta, Kind of Blue. Il tema ricompare più avanti nell'album come Breathe (Reprise), in coda a Time, con un testo differente. La medesima sequenza armonica viene infine ripresa, del tutto o in parte, anche nei brani strumentali The Great Gig in the Sky e Any Colour You Like.
Inizialmente, Waters aveva una demo di un brano chiamato Breathe in the Air, ma non convinceva a pieno la band, per cui Gilmour e Wright scrissero una nuova base musicale, mentre Waters scrisse un nuovo testo, mantenendo però come base il titolo che caratterizza anche il brano che sentiamo oggi.

## Testo
Il testo, che presenta un vago richiamo al riposo dopo la fatica e, per allegoria, al sollievo di una donna dopo il travaglio del parto, sembra contenere un invito a non abbandonarsi al ritmo frenetico imposto dal lavoro e a fermarsi a inspirare l'aria (in inglese, breathe in the air).
Nella seconda parte del brano viene infatti proposta la metafora del coniglio che, al termine del frenetico scavare una buca, subito ne inizia un'altra: ciò non farebbe altro che «portarlo alla tomba anzitempo» (You race towards an early grave è il verso conclusivo).

## Altre versioni
- Nell'album dal vivo Pulse è presente una versione di Breathe della durata di 2:33.
- Nella versione eseguita il 2 luglio 2005 in occasione della sessione londinese del Live 8, Gilmour, Waters, Mason e Wright eseguirono Breathe per la prima volta in forma completa, ovverosia cantando le tre strofe (le due di Breathe propriamente detta e quella di Breathe Reprise) in sequenza[3]. Tale performance era stata eseguita in precedenza solo una volta, ma da un gruppo rock canadese, i Sea of Green.
- Nell'album dal vivo In the Flesh - Live (2000, CD e DVD) di Roger Waters è presente una versione di Breathe cantata da Doyle Bramhall e Jon Carin.
- Nel documentario Pink Floyd - The Making of The Dark Side of the Moon è presente una versione acustica del brano eseguita da Gilmour.
- Il brano compare anche in due lavori dal vivo di David Gilmour, presente anche Rick Wright alle tastiere: Live in Gdańsk (CD, 2006) e Remember That Night: Live at the Royal Albert Hall (DVD, 2007).

## Formazione
- David Gilmour — chitarra principale, chitarra slide, voce;
- Roger Waters — basso elettrico;
- Richard Wright — organo, piano elettrico, coro;
- Nick Mason — batteria, percussioni.